# Welterbe in China

Zum Welterbe in China gehören (Stand 2025) 60 UNESCO-Welterbestätten, darunter 41 Stätten des Weltkulturerbes, 15 Stätten des Weltnaturerbes und 4 gemischte Kultur- und Naturerbestätten. Die Volksrepublik China hat die Welterbekonvention 1985 ratifiziert, die ersten sechs Welterbestätten wurden 1987 in die Welterbeliste aufgenommen. Die bislang letzte Welterbestätte wurde 2025 eingetragen.

## Welterbestätten
Die folgende Tabelle listet die UNESCO-Welterbestätten in China in chronologischer Reihenfolge nach dem Jahr ihrer Aufnahme in die Welterbeliste (K – Kulturerbe, N – Naturerbe, K/N – gemischt, (G) – auf der Liste des gefährdeten Welterbes).
| Bild                                                                                                | Bezeichnung                                                                                                | Jahr             | Typ | Ref. | Beschreibung |
| --------------------------------------------------------------------------------------------------- | --- | ---------------- | --- | ---- | --- |
| (weitere Bilder)                                                                                    | Berg Taishan (Lage)                                                                                        | 1987             | K/N | 437  | Der Tài Shān in der Provinz Shandong ist einer der fünf heiligen Berge des Daoismus. Erfüllte Kriterien für Weltkultur- und Naturerbe: i., ii., iii., iv., v., vi., vii. |
| Große Mauer bei Simatai (weitere Bilder)                                                            | Große Mauer (Lage)                                                                                         | 1987             | K   | 438  | in 17 regierungsunmittelbaren Städten, Provinzen und Autonomen Gebieten Erfüllte Kriterien für Weltkulturerbe: i., ii., iii., iv., vi. |
| Halle der himmlischen Reinheit                                                                      | Kaiserpaläste der Ming- und Qing-Dynastien in Peking und Shenyang                                          | 1987, 2004       | K   | 439  | 1987 wurde die Verbotene Stadt, der Kaiserpalast der Ming-Dynastie und der Qing-Dynastie in Peking, in das Welterbe aufgenommen, 2004 wurde die Welterbestätte um den Kaiserpalast der Qing-Dynastie in Shenyang (Provinz Liaoning) erweitert. Erfüllte Kriterien für Weltkulturerbe: i., ii., iii., iv. |
| Höhlen von Mogao                                                                                    | Höhlen von Mogao                                                                                           | 1987             | K   | 440  | (Provinz Gansu) Erfüllte Kriterien für Weltkulturerbe: i., ii., iii., iv., v., vi. |
| Mausoleum des ersten Kaisers Qin                                                                    | Mausoleum des ersten Kaisers Qin                                                                           | 1987             | K   | 441  | Die Grabanlage für den ersten chinesischen Kaiser Qin Shihuangdi (bei Xi’an in der Provinz Shaanxi) wurde im Jahr 221 v. Chr. begonnen, und der Kaiser wurde im Jahre 210 v. Chr. darin beigesetzt. Das Mausoleum ist einer der weltweit größten Grabbauten und vor allem bekannt für seine großen Soldatenfiguren, die sogenannte „Terrakotta-Armee“. Erfüllte Kriterien für Weltkulturerbe: i., iii., iv., vi. |
| Fundstätte des Peking-Menschen in Zhoukoudian                                                       | Fundstätte des Peking-Menschen in Zhoukoudian                                                              | 1987             | K   | 449  | in einer Höhle in Zhoukoudian (bei Peking) wurden 1926 die ersten Knochen des Peking-Menschen gefunden. Erfüllte Kriterien für Weltkulturerbe: iii., vi. |
| Berg Huangshan                                                                                      | Berg Huangshan                                                                                             | 1990             | K/N | 547  | (Provinz Anhui) Erfüllte Kriterien für Weltkultur- und Naturerbe: ii., vii., x. |
| Nationalpark im Jiuzhaigou-Tal                                                                      | Nationalpark im Jiuzhaigou-Tal                                                                             | 1992             | N   | 637  | Berglandschaft in der Provinz Sichuan mit einer Vielzahl von Seen und Wasserfällen, in der zahlreiche Vogelarten und seltene Säugetiere zu finden sind. Erfülltes Kriterium für Weltnaturerbe: vii. |
| Nationalpark Huanglong                                                                              | Nationalpark Huanglong                                                                                     | 1992             | N   | 638  | (Provinz Sichuan) Erfülltes Kriterium für Weltnaturerbe: vii. |
| Nationalpark Wulingyuan                                                                             | Nationalpark Wulingyuan                                                                                    | 1992             | N   | 640  | (Provinz Hunan) Erfülltes Kriterium für Weltnaturerbe: vii. |
| Gebirgsresidenz und umliegende Tempel, Chengde                                                      | Gebirgsresidenz und umliegende Tempel, Chengde                                                             | 1994             | K   | 703  | umfasst den Sommerpalast und die acht äußeren Tempel bei Chengde (Provinz Hebei) Erfüllte Kriterien für Weltkulturerbe: ii., iv. |
| Residenz der Familie Kong                                                                           | Tempel und Friedhof des Konfuzius und Anwesen der Familie Kong                                             | 1994             | K   | 704  | Konfuziustempel und -friedhof sowie Residenz der Familie Kong in Qufu Erfüllte Kriterien für Weltkulturerbe: i., iv., vi. |
| Altertümlicher Gebäudekomplex in den Wudang-Bergen                                                  | Altertümlicher Gebäudekomplex in den Wudang-Bergen                                                         | 1994             | K   | 705  | Heiligtümer des Daoismus in den Bergen des Wudang Shan (Provinz Hubei) Erfüllte Kriterien für Weltkulturerbe: i., ii., vi. |
| Historisches Ensemble Potala-Palast, Lhasa                                                          | Historisches Ensemble Potala-Palast, Lhasa                                                                 | 1994, 2000, 2001 | K   | 707  | umfasst Potala-Palast, Jokhang und Norbulingka in Lhasa (Autonomes Gebiet Tibet) Erfüllte Kriterien für Weltkulturerbe: i., iv., vi. |
| (weitere Bilder)                                                                                    | Nationalpark Lushan                                                                                        | 1996             | K   | 778  | (Provinz Jiangxi) Erfüllte Kriterien für Weltkulturerbe: ii., iii., iv., vi. |
| Berglandschaft Shan Emei mit Großem Buddha von Leshan                                               | Berglandschaft Shan Emei mit Großem Buddha von Leshan                                                      | 1996             | K/N | 779  | umfasst den Heiligen Berg Emei Shan und den Großen Buddha von Leshan (Provinz Sichuan) Erfüllte Kriterien für Weltkultur- und Naturerbe: iv., vi., x. |
| Altstadt von Lijiang                                                                                | Altstadt von Lijiang                                                                                       | 1997             | K   | 811  | (Provinz Yunnan) Erfüllte Kriterien für Weltkulturerbe: ii., iv., v. |
| Altertümliche Stadt Ping Yao                                                                        | Altertümliche Stadt Ping Yao                                                                               | 1997             | K   | 812  | (Provinz Shanxi) Erfüllte Kriterien für Weltkulturerbe: ii., iii., iv. |
| Garten der Verweilung                                                                               | Klassische Gärten von Suzhou                                                                               | 1997, 2000       | K   | 813  | Das Kulturerbe bestand ursprünglich aus vier Gärten der Stadt Suzhou in der ostchinesischen Provinz Jiangsu. Im Jahr 2000 wurden fünf weitere Gärten in dieses serielle Welterbe aufgenommen. Erfüllte Kriterien für Weltkulturerbe: i., ii., iii., iv., v. |
| Sommerpalast, ein kaiserlicher Garten in Peking                                                     | Sommerpalast, ein kaiserlicher Garten in Peking                                                            | 1998             | K   | 880  | Erfüllte Kriterien für Weltkulturerbe: i., ii., iii. |
| Der Himmelstempel: ein kaiserlicher Opferaltar in Peking                                            | Der Himmelstempel: ein kaiserlicher Opferaltar in Peking                                                   | 1998             | K   | 881  | Erfüllte Kriterien für Weltkulturerbe: i., ii., iii. |
| Berg Wuyi                                                                                           | Berg Wuyi                                                                                                  | 1999             | K/N | 911  | Erfüllte Kriterien für Weltkultur- und Naturerbe: iii., vi., vii., x. |
| Felsritzungen von Dazu                                                                              | Felsritzungen von Dazu                                                                                     | 1999             | K   | 912  | Erfüllte Kriterien für Weltkulturerbe: i., ii., iii. |
| Berg Qincheng und Bewässerungssystem von Dujiangyan                                                 | Berg Qincheng und Bewässerungssystem von Dujiangyan                                                        | 2000             | K   | 1001 | umfasst den Qingcheng Shan und das Dujiangyan-Bewässerungssystem (Provinz Sichuan) Erfüllte Kriterien für Weltkulturerbe: ii., iv., vi. |
| Altertümliche Dörfer im Süden von Anhui - Xidi und Hongcun                                          | Altertümliche Dörfer im Süden von Anhui - Xidi und Hongcun                                                 | 2000             | K   | 1002 | umfasst die traditionellen Dörfer Xidi und Hongcun in der Provinz Anhui Erfüllte Kriterien für Weltkulturerbe: iii., iv., v. |
| Grotten von Longmen                                                                                 | Grotten von Longmen                                                                                        | 2000             | K   | 1003 | (bei Luoyang in der Provinz Henan) Erfüllte Kriterien für Weltkulturerbe: i., ii., iii. |
| Kaiserliche Grabstätten der Ming- und Qing-Dynastien                                                | Kaiserliche Grabstätten der Ming- und Qing-Dynastien                                                       | 2000, 2003, 2004 | K   | 1004 | (Provinzen Hubei, Hebei, Jiangsu, Liaoning und Stadt Peking, 2003 und 2004 erweitert) Erfüllte Kriterien für Weltkulturerbe: i., ii., iii., iv., vi. |
| (weitere Bilder)                                                                                    | Grotten von Yungang                                                                                        | 2001             | K   | 1039 | Wolkengrat-Grotten in Nanjiao, Stadt Datong in der Provinz Shanxi Erfüllte Kriterien für Weltkulturerbe: i., ii., iii., iv. |
| Jangtsekiang (weitere Bilder)                                                                       | Schutzzonen der drei Parallelflüsse von Yunnan                                                             | 2003             | N   | 1083 | Naturschutzgebiet, in dem die Flüsse Jangtsekiang, Mekong und Saluen durch hohe Bergketten voneinander getrennt nahezu parallel zueinander verlaufen. Erfüllte Kriterien für Weltnaturerbe: vii., viii., ix., x. |
| Hauptstädte und Grabmäler des antiken Königreichs Koguryo                                           | Hauptstädte und Grabmäler des antiken Königreichs Koguryo                                                  | 2004             | K   | 1135 | umfasst 40 der Gräber am Donggou-Fluss sowie drei Hauptstädte des Königreichs Koguryŏ vor deren Verlegung nach Pjöngjang: Wunu Shancheng, Guonei Cheng und Wandu Shancheng (Provinzen Jilin und Liaoning). Weitere in Nordkorea liegende Gräber wurde unter der Bezeichnung Koguryo-Grabstätten in das Welterbe in Nordkorea aufgenommen (Ref 1091). Erfüllte Kriterien für Weltkulturerbe: i., ii., iii., iv., v. |
| Historisches Zentrum von Macau                                                                      | Historisches Zentrum von Macau                                                                             | 2005             | K   | 1110 | Erfüllte Kriterien für Weltkulturerbe: ii., iii., iv., vi. |
| Yin Xu                                                                                              | Yin Xu | 2006             | K   | 1114 | Überreste der Hauptstadt Yin der späteren Shang-Dynastie bei Anyang, Provinz Henan Erfüllte Kriterien für Weltkulturerbe: ii., iii., iv., vi. |
| Naturreservat für den Großen Panda in Sichuan: Wolong, Siguniang-Berg und Jiajin-Gebirge            | Naturreservat für den Großen Panda in Sichuan: Wolong, Siguniang-Berg und Jiajin-Gebirge                   | 2006             | N   | 1213 | Das Schutzgebiet für Pandabären in der Provinz Sichuan umfasst 7 Naturreservate, u. a. das Wolong-Naturreservat, und 9 Naturparks. Erfülltes Kriterium für Weltnaturerbe: x. |
| Diaolou und Dörfer in Kaiping                                                                       | Diaolou und Dörfer in Kaiping                                                                              | 2007             | K   | 1112 | Diaolou sind befestigte Wohntürme. Besonders häufig sind sie vor allem in der Stadt Kaiping in Jiangmen, Provinz Guangdong. Erfüllte Kriterien für Weltkulturerbe: ii., iii., iv. |
| Karstlandschaft in Südchina                                                                         | Karstlandschaft in Südchina                                                                                | 2007, 2014       | N   | 1248 | Umfasst insgesamt 12 Stätten an sieben Orten, die in zwei Phasen 2007 und 2014 ins Welterbe aufgenommen wurden. Die Stätten liegen in den Provinzen Yunnan, Guizhou, Guangxi und in der regierungsunmittelbaren Stadt Chongqing. Erfüllte Kriterien für Weltnaturerbe: vii., viii. |
| (weitere Bilder)                                                                                    | Tulou von Fujian                                                                                           | 2008             | K   | 1113 | Tulou sind große Häuser mit in der Regel drei bis fünf Stockwerken und bis zu mehreren Meter dicken Außenmauern aus Lehm. Sie können bis zu 800 Personen beherbergen. Diese Hausform wird traditionell von den Hakka in der Provinz Fujian verwendet. Erfüllte Kriterien für Weltkulturerbe: iii., iv., v. |
| Nationalpark Mount Sanqingshan                                                                      | Nationalpark Mount Sanqingshan                                                                             | 2008             | N   | 1292 | Granitlandschaft des Gebirges Sanqing Shan in der Provinz Jiangxi Erfülltes Kriterium für Weltnaturerbe: vii. |
| Berg Wutai                                                                                          | Berg Wutai                                                                                                 | 2009             | K   | 1279 | Der Wutai Shan in der Provinz Shanxi ist einer der vier heiligen Berge des Buddhismus in China. Erfüllte Kriterien für Weltkulturerbe: ii., iii., iv., vi. |
| Gaocheng-Observatorium (weitere Bilder)                                                             | Historische Stätten von Dengfeng „Zentrum von Himmel und Erde“                                             | 2010             | K   | 1305 | umfasst den Zhongyue-Tempel auf dem heiligen Berg Song Shan und 7 weitere historische Stätten in der kreisfreien Stadt Dengfeng, Provinz Henan, u. a. den Shaolin-Tempel und das Gaocheng-Observatorium Erfüllte Kriterien für Weltkulturerbe: iii., vi. |
| Danxia-Landschaften                                                                                 | Danxia-Landschaften                                                                                        | 2010             | N   | 1335 | umfasst folgende Einzelstätten: 1. Danxia Shan in der Provinz Guangdong, 2. Chishui in der Provinz Guizhou, 3. Taining in der Provinz Fujian, 4. Lang Shan (崀山) in Xinning, Provinz Hunan, 5. Longhu Shan in der Provinz Jiangxi, 6. Jianglang Shan (江郎山) in Jiangshan, Provinz Zhejiang Erfüllte Kriterien für Weltnaturerbe: vii., viii. |
| Kulturlandschaft Westsee bei Hangzhou                                                               | Kulturlandschaft Westsee bei Hangzhou                                                                      | 2011             | K   | 1334 | Kulturlandschaft in der Umgebung des Westsees bei Hangzhou in der Provinz Zhejiang Erfüllte Kriterien für Weltkulturerbe: ii., iii., vi. |
| Fossilienfundstätte von Chengjiang                                                                  | Fossilienfundstätte von Chengjiang                                                                         | 2012             | N   | 1388 | Fossilienfundstätte der Chengjiang-Faunengemeinschaft im Kreis Chengjiang in der Provinz Yunnan Erfülltes Kriterium für Weltnaturerbe: viii. |
| Stätte von Xanadu                                                                                   | Stätte von Xanadu                                                                                          | 2012             | K   | 1389 | Fundstätte der Sommerresidenz Xanadu bzw. Shangdu von Kublai Khan in der Inneren Mongolei Erfüllte Kriterien für Weltkulturerbe: ii., iii., iv., vi. |
| Kulturlandschaft Reisterrassen der Hani in Honghe                                                   | Kulturlandschaft Reisterrassen der Hani in Honghe (Lage)                                                   | 2013             | K   | 1111 | Am Südufer des Roten Flusses (Honghe) betreibt die tibetobirmanische Ethnie der Hani seit mehr als 1000 Jahren Reisanbau. Dabei hat sich an steilen Berghängen ein ausgedehntes und ausgeklügeltes System von Bewässerungsterrassen im Einklang mit der umgebenden Natur entwickelt. Erfüllte Kriterien für Weltkulturerbe: iii., v. |
| Tian-Shan-Gebirge in Xinjiang                                                                       | Tian-Shan-Gebirge in Xinjiang                                                                              | 2013             | N   | 1414 | umfasst das Tomur-Naturreservat mit dem Dschengisch Tschokusu (Tomur) im Regierungsbezirk Aksu, den Kalajun-Provinz-Park und das Kuerdening-Naturreservat im Kasachischen Autonomer Bezirk Ili, das Bayinbuluke-Naturreservat im Mongolischen Autonomen Bezirk Bayingolin und den Tian-Shan-Tianchi-Nationalpark mit dem Berg Bogda und dem Gebirgssee Tianchi und das Bogda-Naturreservat im Autonomen Bezirk Changji der Hui. Erfüllte Kriterien für Weltnaturerbe: vii., ix.                                                                         |
| Seidenstraßen: das Straßennetzwerk des Chang'an-Tianshan-Korridors                                  | Seidenstraßen: das Straßennetzwerk des Chang'an-Tianshan-Korridors                                         | 2014             | K   | 1442 | Stätten an dem Zweig der Seidenstraße, der von der antiken chinesischen Stadt Chang’an aus durch das Tianshan-Gebirge führte. Die transnationale Welterbestätte umfasst 22 Stätten in China. 11 weitere Stätten befinden sich in Kasachstan und Kirgisistan. Erfüllte Kriterien für Weltkulturerbe: ii., iii., v., vi. |
| Großer Kanal                                                                                        | Großer Kanal                                                                                               | 2014             | K   | 1443 | Fragmente zwischen Tianjin und Hangzhou Erfüllte Kriterien für Weltkulturerbe: i., iii., iv., vi. |
| Festung Hailongtun                                                                                  | Tusi-Stätten                                                                                               | 2015             | K   | 1474 | Stätten der Herrschaft nach dem Tusi-System, umfasst die Ruinenstädte Laosicheng und Tangya sowie die Bergfestung Hailongtun Erfüllte Kriterien für Weltkulturerbe: ii., iii. |
| Kulturlandschaft mit Felsbildkunst am Zuojiang in Huashan                                           | Kulturlandschaft mit Felsbildkunst am Zuojiang in Huashan (Lage)                                           | 2016             | K   | 1508 | Die Felsbilder befinden sich auf steilen Felswänden entlang der südwestlichen Grenze Chinas in einer Karst-, Fluss- und Plateau-Landschaft. Sie reichen in die Zeit vom 5. Jh. v. Chr. bis zum 2. Jh. n. Chr. zurück und zeigen das Leben und die Rituale des Luoyue-Volkes. Die abgebildeten Zeremonien werden als Darstellungen der früher im nördlichen Vietnam und in Südchina vorherrschenden Dong-Son-Kultur interpretiert. Die Felsmalereien befinden sich in Ningming, Longzhou und Jiangzhou. Erfüllte Kriterien für Weltkulturerbe: iii., vi. |
| Shennongjia in Hubei                                                                                | Shennongjia in Hubei (Lage)                                                                                | 2016             | N   | 1509 | umfasst die beiden Waldgebiete Shennongding und Laojunshan im Shennongjia-Waldgebiet in der Provinz Hubei Erfüllte Kriterien für Weltnaturerbe: ix., x. |
| Qinghai Hoh Xil                                                                                     | Qinghai Hoh Xil (Lage)                                                                                     | 2017             | N   | 1540 | größtes und höchstes Plateau der Welt Erfüllte Kriterien für Weltnaturerbe: vii., x. |
| Kulangsu: eine historische internationale Siedlung                                                  | Kulangsu: eine historische internationale Siedlung (Lage)                                                  | 2017             | K   | 1541 | Insel, die im Lauf ihrer Geschichte von vielen Kolonialmächten besiedelt wurde, die alle ihre architektonischen Spuren hinterließen. heute Teil des Stadtbezirks Siming der bezirksfreien Stadt Xiamen in der Provinz Fujian. Erfüllte Kriterien für Weltkulturerbe: ii., iv. |
| Fanjingshan                                                                                         | Fanjingshan (Lage)                                                                                         | 2018             | N   | 1559 | Der Fanjingshan (梵净山) ist ein Naturreservat in der zentralchinesischen Provinz Guizhou um den gleichnamigen, 2570 Meter hohen Berg. Der Park zeichnet sich zum einen durch eine große landschaftliche Schönheit und zum anderen durch eine große Biodiversität aus. Zudem gilt der Fanjingshan als ein heiliger Ort des chinesischen Buddhismus. Erfülltes Kriterium für Weltnaturerbe: x. |
| (weitere Bilder)                                                                                    | Archäologische Ruinen der Stadt Liangzhu (Lage)                                                            | 2019             | K   | 1592 | Die Stadt Liangzhu war ein spätneolithischer Regionalstaat, der zwischen 3300 und 2300 v. Chr. im Delta des Jangtse bestand. Zu den archäologischen Überresten gehören Artefakte aus Keramik und Jade und ein Wasserspeichersystem. Siehe auch Liangzhu-Kultur. Erfüllte Kriterien für Weltkulturerbe: iii., iv. |
| BW                                                                                                  | Zugvogelschutzgebiete entlang der Küste des Gelben Meeres - Golf von Bohai (Lage)                          | 2019, 2024       | N   | 1606 | Umfasst Teile eines Gezeiten- und Wattsystems, das als das größte der Welt gilt. Die Gezeitenzonen des Gelben Meeres und des Golfs von Bohai sind bedeutende Sammelplätze vieler Zugvogelarten, die sich entlang der ostasiatisch-australasiatischen Zugroute bewegen. Die Stätte wurde 2024 um weitere Schutzgebiete erweitert. Erfülltes Kriterium für Weltnaturerbe: x. |
| (weitere Bilder)                                                                                    | Quanzhou: Markt- und Handelsplatz der Song-Yuan-Dynastie (Lage)                                            | 2021             | K   | 1561 | Die Stadt Quanzhou an der Mündung des Jin Jiang in die Taiwanstraße florierte als Seehandelsplatz während der Song- und Yuan-Dynastie vom 10. bis 14. Jahrhundert. Erfülltes Kriterium für Weltkulturerbe: iv. |
| Kulturlandschaft der alten Teewälder des Jingmai-Berges in Pu’er                                    | Kulturlandschaft der alten Teewälder des Jingmai-Berges in Pu’er                                           | 2023             | K   | 1665 | Mehr als 1000 Jahre alte Teepflanzungen am Berg Jingmai (Jingmaishan) in Pu’er in der südlichen Grenzregion von Yunnan Erfüllte Kriterien für Weltkulturerbe: iii., v. |
| (weitere Bilder)                                                                                    | Badain-Jaran-Wüste - Sanddünen und Seen                                                                    | 2024             | N   | 1638 | Bei der Badain-Jaran-Wüste handelt es sich um die drittgrößte Wüste Chinas. Bemerkenswert ist die hohe Anzahl von Mega-Dünen und dazwischen liegenden Seen. In der Badain-Jaran-Wüste befindet sich unter anderem die höchste stabile Mega-Düne der Welt mit einer Höhe von 460 m. Zudem zeichnet sich die Region durch ihre hohe biologische Vielfalt aus. Erfüllte Kriterien für Weltnaturerbe: vii., viii. |
| Pekings Zentralachse: Ein Gebäudeensemble, das die ideale Ordnung der chinesischen Hauptstadt zeigt | Pekings Zentralachse: Ein Gebäudeensemble, das die ideale Ordnung der chinesischen Hauptstadt zeigt (Lage) | 2024             | K   | 1714 | Zentrale Achse von Peking (mit Beihai-Park) Erfüllte Kriterien für Weltkulturerbe: iii., iv. |
| Kaiserliche Grabstätten der Westlichen Xia-Dynastie                                                 | Kaiserliche Grabstätten der Westlichen Xia-Dynastie (Lage)                                                 | 2025             | K   | 1736 | Kaiserliche Gräber der Westlichen Xia-Dynastie am Fuß des Helan-Gebirges. Erfüllte Kriterien für Weltkulturerbe: ii., iii. |

## Tentativliste
In der Tentativliste sind die Stätten eingetragen, die für eine Nominierung zur Aufnahme in die Welterbeliste vorgesehen sind.

### Aktuelle Welterbekandidaten
Mit Stand 2025 sind 60 Stätten in der Tentativliste von China eingetragen, die letzte Eintragung erfolgte im Mai 2025.
Die folgende Tabelle listet die Stätten in chronologischer Reihenfolge nach dem Jahr ihrer Aufnahme in die Tentativliste.
| Bild                                                                                                   | Bezeichnung                                                                                            | Jahr | Typ | Ref. | Beschreibung |
| --- | --- | ---- | --- | ---- | --- |
| Mangroven-Naturreservat Dongzhai                                                                       | Mangroven-Naturreservat Dongzhai                                                                       | 1996 | N   | 105  | |
| Naturreservat des China-Alligators                                                                     | Naturreservat des China-Alligators                                                                     | 1996 | N   | 106  | |
| Poyang-Naturreservat                                                                                   | Poyang-Naturreservat                                                                                   | 1996 | N   | 107  | |
| Flusslandschaft des Lijiang bei Guilin                                                                 | Flusslandschaft des Lijiang bei Guilin                                                                 | 1996 | N   | 108  | |
| Schluchten des Jangtsekiang                                                                            | Schluchten des Jangtsekiang                                                                            | 2001 | K/N | 1623 | |
| Jinfoshan                                                                                              | Jinfoshan (Lage)                                                                                       | 2001 | K/N | 1624 | Wird zwar noch in der Tentativliste geführt, ist aber seit 2014 Welterbe als Bestandteil des Welterbekomplexes Karstlandschaften in Südchina |
| Xiaozhai Tiankeng und Difeng                                                                           | Xiaozhai Tiankeng und Difeng                                                                           | 2001 | N   | 1625 | Die Xiaozhai Tiankeng („Xiaozhai-Himmelsgrube“) ist eine etwa 666 Meter tiefe und 522 bis 622 Meter durchmessende Doline in der Gemeinde Xiaozhai und die größte Doline weltweit. Unter der Xiaozhai Tiankeng fließt ein großer unterirdischer Fluss. Das Flusswasser sprudelt aus einer Karstspalte (Difeng), die etwa 37 Kilometer lang und über 900 Meter tief ist. Die engste Stelle dieser Spalte misst nur zwei Meter, die breiteste etwa 60 bis 70 Meter. Es ist der tiefste und längste Karstriss, der weltweit bekannt ist. |
| Hua Shan                                                                                               | Hua Shan                                                                                               | 2001 | K/N | 1625 | |
| Yandangshan                                                                                            | Yandangshan                                                                                            | 2001 | K/N | 1627 | Der Yandangshan ist ein Felsgebirge in der chinesischen Küstenprovinz Zhejiang. Es entstand vor etwa 120 bis 100 Millionen Jahren durch Vulkanaktivität aufgrund tektonischer Prozesse. Im Laufe der Jahrmillionen ist durch die Wirkung der Erosion eine äußerst vielgestaltige Landschaft entstanden, die in den vergangenen Jahrhunderten auch viele Literaten und Reisende zur Auseinandersetzung mit der Landschaft angeregt hat.                                                                                               |
| | Nanxi (Fluss, Zhejiang)                                                                                | 2001 | N   | 1629 | |
| Maijishan-Grotten                                                                                      | Maijishan-Grotten                                                                                      | 2001 | K/N | 1631 | |
| Wudalianchi                                                                                            | Wudalianchi                                                                                            | 2001 | N   | 1632 | |
| | Haitan-Archipel                                                                                        | 2001 | N   | 1633 | |
| Dali Chanshan und Erhai-See                                                                            | Dali Chanshan und Erhai-See                                                                            | 2001 | N   | 1634 | |
| Stätten der Alkoholproduktion in China                                                                 | Stätten der Alkoholproduktion in China                                                                 | 2008 | K   | 5320 | Fünf Produktionsstätten in Xushui, Jinxian, Chengdu, Luzhou und Mianzhu |
| | Antike Wohnhäuser in Shanxi und Shaanxi                                                                | 2008 | K   | 5322 | Stätten in Dingcun und Dangjiacun |
| Stadtmauern der Ming- und Qing-Dynastien                                                               | Stadtmauern der Ming- und Qing-Dynastien                                                               | 2008 | K   | 5324 | Stadtmauern von Xingcheng, Nanking, Jingzhou und Xi’an |
| Shouxi-See und historische Stadt Yangzhou                                                              | Shouxi-See und historische Stadt Yangzhou                                                              | 2008 | K   | 5327 | |
| Historische Uferstädte südlich des Jangtsekiang                                                        | Historische Uferstädte südlich des Jangtsekiang                                                        | 2008 | K   | 5328 | Zhouzhuang, Luzhi, Wuzhen und Xitang in den Provinzen Zhejiang und Jiangsu. Die Stätte ist für 2029 nominiert. |
| Historische Stadt Fenghuang                                                                            | Historische Stadt Fenghuang                                                                            | 2008 | K   | 5337 | Fenghuang (Xiangxi) (Provinz Hunan) |
| Stätten des Nan-Yue-Reiches                                                                            | Stätten des Nan-Yue-Reiches                                                                            | 2008 | K   | 5338 | umfasst drei archäologische Stätten: den Palast, das Grabmal des Nan-Yue-Herrschers und die Stätte des hölzernen Wassertiers |
| Antike hydrologische Inschriften von Baiheliang                                                        | Antike hydrologische Inschriften von Baiheliang                                                        | 2008 | K   | 5341 | Die Stätte ist für 2027 nominiert. |
| Dörfer der Miao im südöstlichen Guizhou                                                                | Dörfer der Miao im südöstlichen Guizhou                                                                | 2008 | K   | 5344 | Die Dörfer liegen in den Kreisen Leishan, Taijiang, Jianhe und Congjiang. |
| Qanat-Brunnen in Turpan                                                                                | Qanat-Brunnen in Turpan                                                                                | 2008 | K   | 5347 | in Turpan (Uigurisches Autonomes Gebiet Xinjiang) |
| | Grabstätten von Prinz Lujian                                                                           | 2008 | K   | 5351 | in der Stadt Xinxiang (Provinz Henan), Erweiterung der Welterbestätte Kaiserliche Grabstätten der Ming- und der Qing-Dynastien |
| Fünf heilige Berge des Daoismus                                                                        | Fünf heilige Berge des Daoismus                                                                        | 2008 | K   | 5353 | Erweiterung von Tai Shan: Heng Shan (Hunan), Hua Shan, Song Shan und Heng Shan (Shanxi) |
| Chinesische Sektion der Seidenstraße                                                                   | Chinesische Sektion der Seidenstraße                                                                   | 2008 | K   | 5335 | Chinesische Sektion der Seidenstraße: Landrouten in den Provinzen Henan, Shaanxi, Gansu, Qinghai und den Autonomen Gebieten Ningxia und Xinjiang; Seerouten in der Stadt Ningbo, Provinz Zhejiang und der Stadt Quanzhou, Provinz Fujian – von der Westlichen Han-Dynastie bis zur Qing-Dynastie. Insgesamt 46 Einzeldenkmäler. Einige Doppelungen zu #6093. |
| Euphrat-Pappelwälder der Taklamakan-Wüste                                                              | Euphrat-Pappelwälder der Taklamakan-Wüste                                                              | 2010 | K   | 5532 | |
| Naturschutzgebiete im Altaigebirge                                                                     | Naturschutzgebiete im Altaigebirge                                                                     | 2010 | N   | 5533 | Der Welterbe-Kandidat umfasst zwei Naturschutzgebiete: 1. Kanas-Naturschutzgebiet (48° 58′ N, 87° 18′ O), und 2. Quellgebiet der zwei Flüsse Ergis und Ulungur (47° 30′ N, 89° 50′ O) |
| Karakorum-Pamir                                                                                        | Karakorum-Pamir                                                                                        | 2010 | N   | 5535 | Karakorum- und Pamir-Gebirge in der Autonomen Region Xinjiang |
| Holzbauten der Liao-Dynastie                                                                           | Holzbauten der Liao-Dynastie                                                                           | 2013 | K   | 5803 | Holz-Pagode in Yingxian, Haupthalle des Fengguo-Klosters in Yixian |
| Archäologische Stätten der Hongshan-Kultur                                                             | Archäologische Stätten der Hongshan-Kultur                                                             | 2013 | K   | 5804 | Die archäologischen Stätten von Niuheliang, Hongshanhou und Weijiawopu |
| Antike Porzellanbrennereien in China                                                                   | Antike Porzellanbrennereien in China                                                                   | 2013 | K   | 5806 | Zu den nominierten Stätten gehören: Yue-Brennöfen am Shanglin See (Lage), Dayao (Lage), Xikou (Lage), Jincun (Lage) und Yangqiaotou (Lage). |
| Sanfang Qixiang                                                                                        | Sanfang Qixiang (Lage)                                                                                 | 2013 | K   | 5808 | Historisches Stadtgebiet in Fuzhou (Provinz Fujian). |
| Dong-Dörfer                                                                                            | Dong-Dörfer                                                                                            | 2013 | K   | 5813 | Umfasst insgesamt 22 Dörfer der Ethnie der Dong in der Provinz Guizhou. |
| Lingqu-Kanal                                                                                           | Lingqu-Kanal (Lage)                                                                                    | 2013 | K   | 5814 | Der Lingqu-Kanal im Nordosten der Provinz Guangxi verbindet den Xiang-Fluss mit dem Li-Fluss und damit das Einzugsgebiet des Jangtsekiang mit dem des Perlflusses. |
| Diaolou-Gebäude und Dörfer der Tibeter und Qiang                                                       | Diaolou-Gebäude und Dörfer der Tibeter und Qiang                                                       | 2013 | K   | 5815 | Die Diaolou-Gebäude und Dörfer der Ethnien der Tibeter und Qiang liegen in den Hochgebirgstälern des östlichen Qinghai-Tibet-Plateaus und umfassen 225 Diaolou-Gebäude sowie 15 Dörfer, die über folgende Kreise verteilt sind: Barkam, Jinchuan, Wenchuan, Li und Mao im autonomen Bezirk Ngawa der Tibeter und Qiang, außerdem in Kangding, Danba und Daofu im autonomen Bezirk Garzê der Tibeter in der Provinz Sichuan am Oberlauf der Flüsse Dadu He und Min im Hengduan-Gebirge.                                               |
| Archäologische Stätten des Shu-Staates                                                                 | Archäologische Stätten des Shu-Staates                                                                 | 2013 | K   | 5816 | Archäologische Stätten des antiken Shu-Staates: Stätte in Jinsha und gemeinsame Gräber mit bootsförmigen Särgen in Chengdu, Sichuan Provinz; Stätte von Sanxingdui in Guanghan, Provinz Sichuan, 29C BC-5C.BC Die Stätte ist für 2028 nominiert. |
| Yardangs in Xinjiang                                                                                   | Yardangs in Xinjiang                                                                                   | 2015 | N   | 5989 | |
| Yardangs von Dunhuang                                                                                  | Yardangs von Dunhuang                                                                                  | 2015 | N   | 5990 | |
| Tianzhushan                                                                                            | Tianzhushan (Lage)                                                                                     | 2015 | K/N | 5992 | Der Tianzhushan ist ein Bergmassiv im Gebiet der kreisfreien Stadt Qianshan der bezirksfreien Stadt Anqing in der chinesischen Provinz Anhui. Er liegt im Zentrum eines Naturschutzgebietes. Die Region ist aufgrund ihrer seltenen geologischen Eigenheiten, sowie auch kulturhistorisch von Bedeutung. |
| | Jinggangshan – Nord Wuyishan (Erweiterung von Wuyi-Gebirge)                                            | 2015 | K/N |      | |
| Shu Dao                                                                                                | Shu Dao (Lage)                                                                                         | 2015 | K/N | 5994 | |
| Tulin-Guge                                                                                             | Tulin-Guge (Lage)                                                                                      | 2015 | K/N | 5995 | |
| Die chinesische Sektion der Seidenstraße                                                               | Die chinesische Sektion der Seidenstraße                                                               | 2016 | K   | 6093 | Chinesische Sektion der Seidenstraße: 32 Denkmäler entlang der Landrouten in den Provinzen Henan, Shaanxi, Gansu, Qinghai und den Autonomen Gebieten Ningxia und Xinjiang; 31 Denkmäler entlang der Seerouten in den Provinzen Fujian, Zhejiang, Guangdong und Jiangsu. Einige Doppelungen zu #5335. |
| | Guancenshan – Luyashan                                                                                 | 2017 | N   |      | Beinhaltet zwei Cluster: Luyashan mit Guanqinshan und Tianchi-Schutzgebiet für Larix principis-rupprechtii |
| Landschaft von Hulun-Buir und die Geburtsstätte einer alten Minderheit                                 | Landschaft von Hulun-Buir und die Geburtsstätte einer alten Minderheit (Lage)                          | 2017 | K/N | 6185 | Qinghai-See-Nationalpark und Nationales Naturreservat Qinghai-See |
| Qinghai-See                                                                                            | Qinghai-See (Lage)                                                                                     | 2017 | N   | 6186 | Qinghai-See-Nationalpark und Nationales Naturreservat Qinghai-See |
| Historische Landschaften heiliger Berge und Seen                                                       | Historische Landschaften heiliger Berge und Seen (Lage)                                                | 2017 | K/N | 6187 | Beinhalten u. a. die Gipfel Gang Rinpoche (6638 m) und Naimona'nyi (7694 m), als auch den heiligen See Manasarovar und den Geistersee Lhanag-tso in Tibet. |
| Die vertikale Vegetation und vulkanische Landschaft im Changbai-Gebirge                                | Die vertikale Vegetation und vulkanische Landschaft im Changbai-Gebirge (Lage)                         | 2017 | N   | 6190 | |
| Taihangshan                                                                                            | Taihangshan                                                                                            | 2017 | K/N | 6188 | umfasst 4 Teilgebiete: Hebei, Höhle Huangya, Wangwushan und Yuntaishan |
| Kaiserliche Brennofen-Stätten von Jingdezhen                                                           | Kaiserliche Brennofen-Stätten von Jingdezhen (Lage)                                                    | 2017 | K   | 6265 | Die Stätte ist für 2026 nominiert. |
| Fossilienstätten aus der Trias in Guizhou                                                              | Fossilienstätten aus der Trias in Guizhou (Lage)                                                       | 2019 | N   | 6381 | |
| Malerische Landschaft von Huangguoshu                                                                  | Malerische Landschaft von Huangguoshu                                                                  | 2019 | K/N | 6380 | umfasst den Huangguoshu-Wasserfall, den Dishuitan-Wasserfall sowie historische Dörfer, einen Tempel und ein Bewässerungssystem. Der Huangguoshu-Wasserfall stand bereits 1992 auf der Tentativliste. |
| Tropischer Regenwald von Hainan und die traditionelle Siedlung der ethnischen Gruppe der Li            | Tropischer Regenwald von Hainan und die traditionelle Siedlung der ethnischen Gruppe der Li            | 2022 | K/N | 6582 | Umfasst den Regenwald auf der Insel Hainan und Siedlungen der Li (Volk) Die Stätte ist für 2027 nominiert. |
| Fujian Minjiang Flussreservat: Das Ökoton zwischen mariner und terrestrischer biogeographischen Region | Fujian Minjiang Flussreservat: Das Ökoton zwischen mariner und terrestrischer biogeographischen Region | 2022 | N   | 6619 | |
| | Hezheng Mammalian Fossil Stätten von Gansu                                                             | 2024 | N   | 6768 | |
| | Guizhou Shuanghe Höhle                                                                                 | 2025 | N   | 6840 | |
| Bunte Hügel von Zhangye                                                                                | Bunte Hügel von Zhangye                                                                                | 2025 | N   | 6841 | |

### Ehemalige Welterbekandidaten
Diese Stätten standen früher auf der Tentativliste, wurden jedoch wieder zurückgezogen oder von der UNESCO abgelehnt.
Stätten, die in anderen Einträgen auf der Tentativliste enthalten oder Bestandteile von Welterbestätten sind, werden hier nicht berücksichtigt.
| Bild                                                                                  | Bezeichnung                                                                           | Jahr      | Typ | Ref. | Beschreibung |
| ------------------------------------------------------------------------------------- | ------------------------------------------------------------------------------------- | --------- | --- | ---- | --- |
|                                                                                       | Jixian – Nationales Naturschutzgebiet des mittleren und späten Proterozoikums         | 1987–1987 | N   |      | Zeugnisse des Proterozoikum im Kreis Jixian Wurde 1987 abgelehnt. |
| Anji-Brücke                                                                           | Anji-Brücke (Lage)                                                                    | 1996–2009 | K   | 95   | auch Zhaozhou-Brücke genannt |
| Stelenwald von Xi’an                                                                  | Stelenwald von Xi’an                                                                  | 1996–2009 | K   | 115  | |
| Kaiyuan-Tempel-Pagode in Dingzhou                                                     | Kaiyuan-Tempel-Pagode in Dingzhou (Lage)                                              | 1996–2009 | K   | 119  | |
| Dule-Tempel                                                                           | Dule-Tempel                                                                           | 1996–2009 | K   | 120  | |
| Altes Observatorium von Peking                                                        | Altes Observatorium von Peking                                                        | 1996–2009 | K   | 128  | |
| Lugou-Brücke                                                                          | Lugou-Brücke                                                                          | 1996–2009 | K   | 129  | auch Marco-Polo-Brücke genannt |
|                                                                                       | Antikes Kupferbergwerk Tonglüshan                                                     | 1996–2009 | K   | 130  | |
|                                                                                       | Yongle-Palast                                                                         | 1996–2009 | K   | 134  | |
| Altstadt von Tongli                                                                   | Altstadt von Tongli                                                                   | 1998–2008 | K   | 9940 | |
| Alte venezianische Stadtanlage im südlichen Yangtze - Nanxun                          | Alte venezianische Stadtanlage im südlichen Yangtze - Nanxun                          | 1998–2008 | K   | 9941 | |
| Erholungsgebiet Putuo Shan                                                            | Erholungsgebiet Putuo Shan (Lage)                                                     | 2001–2009 | K/N | 1628 | |
| Tangyue, Likeng und Wangkou                                                           | Tangyue, Likeng und Wangkou                                                           | 2008–2013 | K   | 5349 | geplante Erweiterung der 2000 mit den Dörfern Xidi und Hongcun eingetragenen Welterbestätte Alte Dörfer in Süd-Anhui (Ref. 1002) um die Dörfer Tangyue, Likeng und Wangkou               |
| Hofhäuser von Geschäftsleuten in Shanxi                                               | Hofhäuser von Geschäftsleuten in Shanxi                                               | 2008–2013 | K   | 5321 | Häuser von Geschäftsleuten mit Innenhof in der Provinz Shanxi |
|                                                                                       | Ehemalige Kupferminen in Tongling                                                     | 2008–2013 | K   | 5333 | ehemalige Stätten des Kupferabbaus in der Stadt Tongling |
| Tempel des Konfuzius auf dem Nishan                                                   | Tempel des Konfuzius auf dem Nishan                                                   | 2008–2013 | K   | 5350 | Der Nishan, ein Hügel in Shandong, gilt als Geburtsort des Konfuzius geplante Erweiterung der Welterbestätte Konfuziustempel, Friedhof und Residenz der Familie Kong in Qufu (Ref. #704) |
| Pagode, Bibliothekshöhlen und Steintafeln von Sutra im Yunju-Tempel                   | Pagode, Bibliothekshöhlen und Steintafeln von Sutra im Yunju-Tempel                   | 2008–2013 | K   |      | |
| Stätte der Hauptstadt des Qi Staates und Mausoleum des Königs des Qi Staates in Linzi | Stätte der Hauptstadt des Qi Staates und Mausoleum des Königs des Qi Staates in Linzi | 2008–2013 | K   |      | Linzi war die Hauptstadt des antiken Staates Qi |
|                                                                                       | Tusi-Stätten                                                                          | 2013–2015 | K   | 5809 | Drei der vier Vorschläge wurden 2015 in die Welterbeliste aufgenommen (Ref. 1474). Nicht eingetragen wurden die Tusi-Stätten von Rongmei (Rongmei tusi yizhi) im Kreis Hefeng.           |